# Andrew R. Wheeler

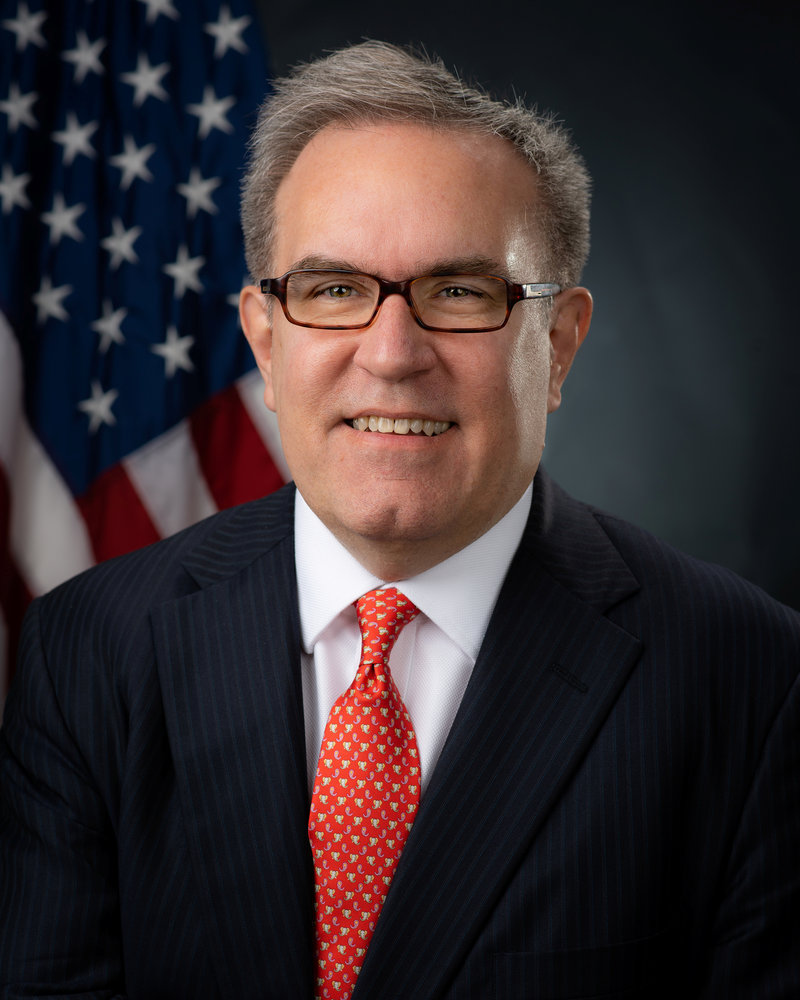
Andrew R. Wheeler

Andrew R. Wheeler (* 23. Dezember 1964 in Hamilton, Ohio) ist ein US-amerikanischer Jurist, der von Juli 2018 bis Januar 2021 als Administrator der Umweltschutzbehörde Environmental Protection Agency (EPA) im Kabinett Trump amtierte. Von April bis Juli 2018 war er stellvertretender Administrator der EPA und wurde nach dem Rücktritt seines Vorgängers Scott Pruit zum neuen Administrator der Behörde befördert. Zuvor war er in der Anwaltskanzlei Faegre Baker Daniels als Vertreter des Kohlemagnaten Robert E. Murray tätig und fungierte u. a. als Lobbyist gegen die Umweltvorschriften der Regierung von Barack Obama.

## Leben
Wheeler erwarb 1987 einen Bachelor of Arts mit Schwerpunkten in Englisch und Biologie an der Case Western Reserve University in Cleveland und 1990 einen Juris Doctor an der Washington University in St. Louis School of Law. 1998 absolvierte er einen Master of Business Administration an der George Mason University. Von 1991 bis 1995 war Wheeler zunächst als Assistent des Direktors der Abteilung Informationsmanagement im Amt für Verhütung und Toxikologie der Environmental Protection Agency tätig. Von Januar 1995 bis Januar 1997 arbeitete Wheeler als Chief Counsel von Senator Jim Inhofe. James Inhofe war für seine Leugnung des Klimawandels bekannt und brachte einmal in den Senat einen Schneeball als Beweis dafür, dass der Klimawandel nicht real ist. 1997 trat Wheeler als Stabschef im Unterausschuss für saubere Luft, Klimawandel, Feuchtgebiete und nukleare Sicherheit des Senats, dessen Vorsitzender Inhofe bis 2001 war, in seine erste Tätigkeit im Kongress ein. Danach war er von 2001 bis 2003 als Stabschef unter dem Vorsitz von George Voinovich tätig. Von 2003 bis 2009 war er Chief Counsel im Senatsausschuss für Umwelt und öffentliche Arbeiten.  In dieser Zeit versuchte Wheeler im Allgemeinen, die staatlichen Vorschriften für Industrien, die Treibhausgase erzeugen, zu reduzieren.
Von 2009 bis 2017 war Wheeler Lobbyist in der Energie- und Rohstoffabteilung der Anwaltskanzlei Faegre Baker Daniels. Seit 2009 vertrat er den Kohleproduzenten Murray Energy, im Privatbesitz von Robert E. Murray, einem Unterstützer von Präsident Donald Trump. Murray Energy war Wheelers größter Klient und zahlte im Zeitraum 2009 bis 2017 mehr als 300.000 US-Dollar an die Kanzlei.  Wheeler setzte sich als Lobbyist  gegen die Klimaregulierungen der Obama-Regierung für Kraftwerke ein und versuchte auch, das Energieministerium davon zu überzeugen, Kohlekraftwerke zu subventionieren. Wheeler hat im März 2017 ein Treffen zwischen Murray und Energieminister Rick Perry vereinbart. Während des Treffens trat Murray für die Rücknahme von Umweltvorschriften und für den Schutz des Steinkohlenbergbaus ein.
Im Oktober 2017 wurde Wheeler von Präsident Trump zum stellvertretenden Administrator der Environmental Protection Agency hinter Scott Pruit ernannt. Im Juli 2018 trat Pruit schließlich nach einer Reihe von Skandalen zurück. Im wurde u. a. vorgeworfen in seinem Amt heimliche Treffen mit Industrielobbyisten veranstaltet, unliebsame Mitarbeiter gefeuert und über 168.000 Dollar an öffentlichen Geldern für Flugreisen ausgegeben zu haben. Auch Wheeler selbst soll mehrfach Kontakt zu Lobbyisten gehabt haben. Wheeler übernahm Pruitts Amt als Chefadministrator zuerst provisorisch. Am 16. November 2018 gab Präsident Trump bekannt, dass er Wheeler zum ständigen Administrator der EPA ernennen werde. Wheelers Nominierung zum Leiter der EPA wurde vom Senat im Februar 2019 mit 52 zu 47 Stimmen bestätigt. Seine Amtszeit endete mit der Amtseinführung des neuen Präsidenten Joe Biden am 20. Januar 2021. 

## Positionen
Wheeler gilt als Kritiker der Begrenzung von Treibhausgasemissionen und des Intergovernmental Panel on Climate Change (Weltklimarat). 2010 stellte er die wissenschaftliche Konsens des Weltklimarats in Frage und behauptete, dass die Positionen der Organisation mehr auf der politischen Weltsicht als auf wissenschaftlichen Fakten beruhten. Auf die Frage während seiner Bestätigungsanhörungen vor dem Senat als stellvertretender Direktor der EPA, ob er den wissenschaftlichen Konsens über den Klimawandel  akzeptierte, antwortete Wheeler: "Ich glaube, dass der Mensch einen Einfluss auf das Klima hat, aber was nicht vollständig verstanden wird, was der Einfluss ist."
Im März 2019 erklärte Wheeler in einem Interview mit Fox News, der Klimawandel sei keine existenzielle Bedrohung.